# Sphaerostephanos omatianus
Sphaerostephanos omatianus är en kärrbräkenväxtart som beskrevs av Holtt. Sphaerostephanos omatianus ingår i släktet Sphaerostephanos och familjen Thelypteridaceae. Inga underarter finns listade.